# مارك رايت (لاعب كرة قدم مواليد 1970)
مارك أندرو رايت (بالإنجليزية: Mark Andrew Wright)‏ (29 يناير 1970 بمانشستر في المملكة المتحدة - ) هو لاعب كرة قدم بريطاني في مركز الدفاع. لعب مع نادي إيفرتون ونادي بلاكبول وهدرسفيلد تاون وويغان أتلتيك ونادي تشورلي.

## وصلات خارجية
- مارك رايت على موقع قاعدة بيانات كرة القدم.إي يو (الإنجليزية)